# 셀룰로이드 클로지트
《셀룰로이드 클로지트》(영어: The Celluloid Closet)는 미국에서 제작된 1996년 다큐멘터리 영화이다. 롭 엡스틴과 제프리 프리드먼이 공동 연출하였고, 릴리 톰린이 해설을 맡았다.

## 출연
- 릴리 톰린 - 해설
- 제이 프레슨 앨런
- 수지 브라이트
- 퀜틴 크리스프
- 토니 커티스
- 아서 로런츠
- 아미스테드 모핀
- 우피 골드버그
- 잰 옥슨버그
- 하비 파이어스틴
- 고어 비달
- 팔리 그레인저
- 폴 러드닉
- 셜리 매클레인
- 배리 샌들러
- 마트 크라울리
- 앤토니오 파개스
- 톰 행크스
- 론 나이스와너
- 대니얼 멜닉
- 해리 햄린
- 존 슐레진저
- 수전 서랜던

## 기타 제작진
- 공동 제작: 마이클 럼프킨
- 협력 제작: 웬디 브레이트먼, 마이클 에런즈와이그
- 미술: 스콧 챔블리스